# Anastasia Gorbenko
Anastasia Gorbenko (en hebreo: אנסטסיה גורבנקו‎; Haifa, 7 de agosto de 2003) es una deportista israelí que compite en natación.
Ganó una medalla de plata en el Campeonato Mundial de Natación de 2024, dos medallas en el Campeonato Mundial de Natación en Piscina Corta de 2021, seis medallas en el Campeonato Europeo de Natación entre los años 2021 y 2024, y una medalla de oro en el Campeonato Europeo de Natación en Piscina Corta de 2021.
Participó en los Juegos Olímpicos de Tokio 2020, ocupando el octavo lugar en las pruebas de 100 m espalda y 4 × 100 m estilos.

## Palmarés internacional
| Campeonato Mundial                  | Campeonato Mundial | Campeonato Mundial | Campeonato Mundial      |
| Año                                 | Lugar              | Medalla            | Prueba                  |
| ----------------------------------- | ------------------ | ------------------ | ----------------------- |
| 2024                                | Doha (Catar)       | Medalla de plata   | 400 m estilos           |
| Campeonato Mundial en Piscina Corta |                    |                    |                         |
| Año                                 | Lugar              | Medalla            | Prueba                  |
| 2021                                | Abu Dabi (EAU)     | Medalla de oro     | 50 m braza              |
| 2021                                | Abu Dabi (EAU)     | Medalla de oro     | 100 m estilos           |
| Campeonato Europeo                  |                    |                    |                         |
| Año                                 | Lugar              | Medalla            | Prueba                  |
| 2021                                | Budapest (Hungría) | Medalla de oro     | 200 m estilos           |
| 2022                                | Roma (Italia)      | Medalla de oro     | 200 m estilos           |
| 2024                                | Belgrado (Serbia)  | Medalla de oro     | 200 m estilos           |
| 2024                                | Belgrado (Serbia)  | Medalla de oro     | 400 m estilos           |
| 2024                                | Belgrado (Serbia)  | Medalla de oro     | 4 × 200 m libre         |
| 2024                                | Belgrado (Serbia)  | Medalla de oro     | 4 × 100 m estilos mixto |
| Campeonato Europeo en Piscina Corta |                    |                    |                         |
| Año                                 | Lugar              | Medalla            | Prueba                  |
| 2021                                | Kazán (Rusia)      | Medalla de oro     | 200 m estilos           |